# Römisch-katholische Kirche in Malaysia
Die römisch-katholische Kirche in Malaysia ist Teil der weltweiten römisch-katholischen Kirche, unter der geistigen Führung der Papst in Rom. Sie ist eine kleine Diasporagemeinde mit alter Tradition.

## Überblick
Ihre Ursprünge finden sich in der Kolonisationszeit des frühen 16. Jahrhunderts. Die ersten katholische Priester landeten 1511 in Malakka als portugiesische Militärseelsorger. Im Jahr 1558 wurde das Bistum Malakka gegründet.
In Malaysia ist der Islam Staatsreligion, gleichwohl ist eine Religionsfreiheit in der Verfassung verankert. Die Katholiken stellen rund zehn Prozent der Bevölkerung.  Die Deutschsprachige Katholische Gemeinde Guter Hirte in Kuala Lumpur bietet deutschsprachige Gottesdienste an.
Nach einem Treffen von Premierminister Najib Razak und Papst Benedikt XVI. in Rom im Jahr 2011 gibt es diplomatische Beziehungen mit dem Heiligen Stuhl.
Für Malaysia, Singapur und Brunei wurde eine gemeinsame Bischofskonferenz eingerichtet.
Seit dem 29. September 2020 ist Erzbischof Wojciech Załuski Apostolischer Nuntius in Malaysia und Osttimor sowie Apostolischer Delegat in Brunei.

## Diözesen
- Erzbistum Kota Kinabalu
  - Bistum Keningau
  - Bistum Sandakan
- Erzbistum Kuala Lumpur
  - Bistum Melaka-Johor
  - Bistum Penang
- Erzbistum Kuching
  - Bistum Miri
  - Bistum Sibu